# Harper, Liberia
Harper är en regionhuvudort i Liberia.   Den ligger i regionen Maryland County, i den sydöstra delen av landet, 400 km sydost om huvudstaden Monrovia. Harper ligger 64 meter över havet och antalet invånare är 32 661. Staden ligger till stor del på halvön Cape Palmas.
Terrängen runt Harper är platt. Havet är nära Harper åt sydväst.  Det finns inga andra samhällen i närheten. Omgivningarna runt Harper är en mosaik av jordbruksmark och naturlig växtlighet.